# アントン・ティネルホルム
アントン・ティネルホルム（スウェーデン語: Anton Tinnerholm、1991年2月26日 - ）は、スウェーデンのサッカー選手。元スウェーデン代表。ポジションはDF。

## クラブ歴

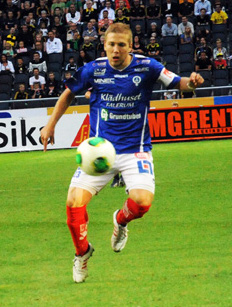
2013年、オートヴィーダベリFF時代

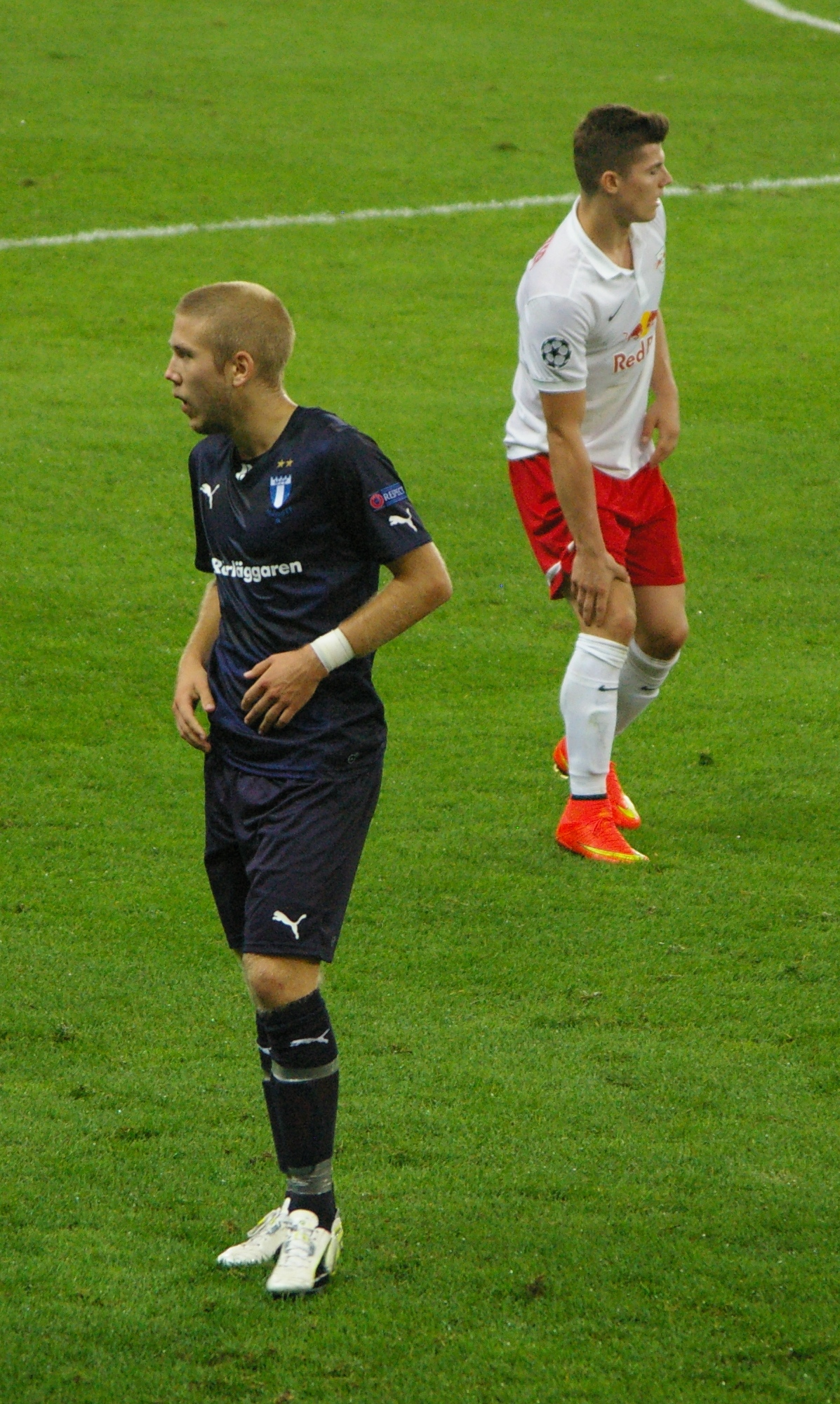
2014年、UEFAチャンピオンズリーグ・レッドブル・ザルツブルク戦にて

地元のクラブからオートヴィーダベリFFの下部組織に入り、そこでトップチームに昇格し選手となった。2009年にスーペルエッタンで選手として初出場をすると同年クラブはアルスヴェンスカンに昇格、1部で初出場も飾ったが同年の出場機会は乏しく、クラブもスーペルエッタンに降格となった。2011シーズンはリーグ30試合中28試合に出場し、クラブの再昇格に貢献。その後はアルスヴェンスカンでレギュラーとして出場を重ねて、クラブも中位で安定した成績を残すようになった。
2014年7月11日に前年王者のマルメFFと契約。ただスウェーデンの移籍市場は15日に開いたので移籍が完了したのはこの15日となった。背番号は3番、2014 FIFAワールドカップに出場して移籍したミーコ・アルボルノスがつけていた物となった。加入後からレギュラーとして出場しクラブの連覇に貢献、UEFAチャンピオンズリーグ2014-15 予選にも出場した。移籍後リーグ初得点となったのは11月1日に行われた古巣オートヴィーダベリ戦であったが、2-1で敗れた。
2017年12月13日にメジャーリーグサッカーのニューヨーク・シティFCに自由契約からの加入が発表された。

## 個人成績
2017年12月31日現在
| スウェーデン代表 | スウェーデン代表 | スウェーデン代表 |
| ---------------- | ---------------- | ---------------- |
| 2015             | 4                | 0                |
| 2016             | 2                | 0                |
| 2017             | 1                | 0                |
| 計               | 7                | 0                |

## タイトル

### クラブ
オートヴィーダベリ
- スーペルエッタン: 2011

マルメ
- アルスヴェンスカン: 2014, 2016, 2017
- スウェーデンスーパーカップ: 2014

### 個人
- アルスヴェンスカン年間最優秀ディフェンダー賞: 2017